# Wichart von Roëll
Wichart von Roëll (* 20. April 1937 in Schwochow; † 16. April 2024 in Recklinghausen) war ein deutscher Schauspieler. Er wurde 1973 in der Rolle des „militaristischen Opas“ in der WDR-Comedyserie Klimbim bekannt.

## Leben
Wichart von Roëll entstammte dem Adelsgeschlecht Roëll und wuchs bis zum Jahr 1945 in der hinterpommerschen Stadt Kolberg auf. Nach seiner Schulzeit war er sechs Jahre lang bei der Handelsschifffahrt tätig und arbeitete daraufhin zwei Jahre als Beleuchter am Bayerischen Staatsschauspiel in München. Nach seiner professionellen Schauspielausbildung erhielt er dann als Bühnendarsteller erste Theaterengagements in Tübingen und Augsburg.
Ab 1968 arbeitete er als freischaffender Schauspieler für Theater, Film, Fernsehen und Hörfunk. Seine bekannteste Rolle wurde die des sogenannten „Klimbim-Opas“ in der WDR-Comedyserie Klimbim, eines militaristisch eingestellten preußischen Opas. Die Serie wurde von 1973 bis 1979 ausgestrahlt und wegweisend für nachfolgende Comedyformate im deutschen Fernsehen. Im Anschluss an Klimbim übernahm er diverse Rollen in Fernsehserien sowie gelegentlich Nebenrollen in Kino- und Fernsehfilmen. Von 1989 bis 1999 moderierte von Roëll die Sketch-Serie Kanal fatal im Bayerischen Fernsehen. Von 1989 bis 1998 und erneut kurzzeitig 2017 hatte er in der Fernsehserie Lindenstraße im Ersten eine Nebenrolle als Wilhelm Lösch, Urlaubsbekanntschaft und spätere Affäre von Helga Beimer. 2004 wirkte er im Film Crazy Race 2 – Warum die Mauer wirklich fiel als Klimbim-Opa mit.
Von November 2010 bis April 2011 war von Roëll in der Telenovela Lena – Liebe meines Lebens des ZDF in der Hauptrolle des Fritz Schubert zu sehen. In der im März 2014 ausgestrahlten Folge Wilsberg: Mundtot übernahm er die Nebenrolle des Schwiegervaters von Bankdirektor Passlick. Insgesamt wirkte er bis zum Jahr 2020 in mehr als 70 Film- und Fernsehproduktionen mit. Er blieb schauspielerisch bis zu einem Schlaganfall im November 2022 aktiv, der sein Sprachzentrum schädigte und von dem er sich nicht mehr komplett erholen konnte.
Wichart von Roëll war verheiratet und Vater einer Tochter. Er lebte in Recklinghausen, wo er am 16. April 2024 im Alter von 86 Jahren in einem Hospiz starb. Auf eigenen Wunsch erhielt er eine Seebestattung.

## Filmografie (Auswahl)
- 1968: Die Söhne (Fernsehfilm)
- 1970: Die seltsamen Methoden des Franz Josef Wanninger: Die Doublette (Fernsehserie)
- 1971: Die Messe der erfüllten Wünsche
- 1973–1979: Klimbim (Fernsehserie, 30 Folgen)
- 1974: Die Entmündigung
- 1975: Berlinger
- 1977: Plattenküche (Musiksendung, 3 Folgen)
- 1977: Morgen ist heute schon gestern (Silvestershow 1977/1978)[7]
- 1978: Zwei himmlische Töchter (Miniserie, 2 Folgen)
- 1981: Der Spot oder Fast eine Karriere (Fernsehfilm)
- 1982: Die unsterblichen Methoden des Franz Josef Wanninger (Fernsehserie)
- 1982: Drei Damen vom Grill (Fernsehserie, 2 Folgen)
- 1983: Kommissariat 9 (Fernsehserie, 1 Folge)
- 1983: Zwei Tote im Sender und Don Carlos im PoGl (Fernsehfilm)
- 1984: Der Sprinter
- 1985: Eine Klasse für sich (Fernsehserie, 1 Folge)
- 1985: Didi – Der Untermieter (Fernsehserie, 1 Folge)
- 1986: Wenn schon – denn schon (Fernsehfilm)
- 1986: Jakob und Adele (Fernsehserie, 1 Folge)
- 1986: Ein Heim für Tiere (Fernsehserie, 1 Folge)
- 1986: Detektivbüro Roth (Fernsehserie, 1 Folge)
- 1987: Hafendetektiv (Fernsehserie, 1 Folge)
- 1988: Hals über Kopf (Fernsehserie, 2 Folgen)
- 1988/1997: Der Fahnder (Fernsehserie, 2 Folgen)
- 1989: Forstinspektor Buchholz (Fernsehserie, 5 Folgen)
- 1989–1999: Kanal fatal (Comedyserie)
- 1989–1998, 2017: Lindenstraße (Fernsehserie, 21 Folgen)
- 1990: Der neue Mann (Fernsehfilm)
- 1990: SOKO München (Fernsehserie, 1 Folge)
- 1991: Sisi und der Kaiserkuß
- 1993: Auto Fritze (Fernsehserie)
- 1994: Blankenese (Fernsehserie, 2 Folgen)
- 1994: Ein Fall für zwei (Fernsehserie, 1 Folge)
- 1994/2002: Die Wache (Fernsehserie, 2 Folgen)
- 1995: Unter uns (Fernsehserie)
- 1997: Das erste Semester
- 1998: Tatort: Bildersturm (Fernsehreihe)
- 1998: Meschugge
- 1998: Vergewaltigt – Das Ende einer Liebe (Fernsehfilm)
- 2000: Stadtklinik (Fernsehserie, 1 Folge)
- 2004: Bernds Hexe (Fernsehserie, 1 Folge)
- 2004: Crazy Race 2 – Warum die Mauer wirklich fiel (Fernsehfilm)
- 2006: Die Familienanwältin (Fernsehserie, 1 Folge)
- 2009: Chiemgauer Volkstheater (Fernsehserie, eine Folge)
- 2010–2011: Lena – Liebe meines Lebens (Fernsehserie, 125 Folgen)
- 2011: Ein Fall für die Anrheiner (Fernsehserie, 1 Folge)
- 2013: Großstadtrevier (Fernsehserie, 1 Folge)
- 2013–2015: Die LottoKönige (Fernsehserie, 5 Folgen)
- 2014: Wilsberg: Mundtot (Fernsehreihe)
- 2014: Kommissar Dupin: Bretonische Brandung (Fernsehreihe)
- 2017: Alles was zählt (Fernsehserie, 21 Folgen)
- 2017: Bettys Diagnose (Fernsehserie, 1 Folge)
- 2017: SOKO Köln (Fernsehserie, 1 Folge)
- 2017: Neo Magazin Royale (Fernsehshow, 1 Folge)
- 2020: Nachtschwestern (Fernsehserie, 1 Folge)

## Hörspiele
- 1999: Ken Follett: Die Säulen der Erde – Regie: Leonhard Koppelmann (Hörspiel (9 Teile) – WDR)

## Auszeichnungen
- 1974: Adolf-Grimme-Preis (Klimbim, Folge 5)
- 2003: Deutscher Comedypreis (Klimbim)
- 2004: Karnevalsorden Suum cuique der Karnevalsgesellschaft Poahlbürger 1948 e. V. in Recklinghausen